# Rio Balta Nouă
O Rio Balta Nouă é um rio da Romênia afluente do rio Stolniceni, localizado no distrito de Iaşi.